# 1181
| 1181               |
| ------------------ |
| Dødsfald - Fødsler |
|                    |

| Gregoriansk kalender | 1181 MCLXXXI            |
| Ab urbe condita      | 1934                    |
| Armensk kalender     | 630 ԹՎ ՈԼ               |
| Kinesiske kalender   | 3877 – 3878 庚子 – 辛丑 |
| Etiopisk kalender    | 1173 – 1174             |
| Jødisk kalender      | 4941 – 4942             |
| Hindukalendere       |                         |
| - Vikram Samvat      | 1236 – 1237             |
| - Shaka Samvat       | 1103 – 1104             |
| - Kali Yuga          | 4282 – 4283             |
| Iransk kalender      | 559 – 560               |
| Islamisk kalender    | 576 – 578               |

Konge i Danmark: Valdemar den Store enekonge fra 1157-1182
Se også 1181 (tal)

## Begivenheder
- 1. september - Pave Lucius 3. indsættes efter Pave Alexander 3., indtil sin død i 1185.

## Dødsfald
- 30. august - Pave Alexander 3. fra 1159 til sin død (født ca. 1100/1105).